# 2005年环法自行车赛
2005年環法單車賽（Tour de France 2005）於2005年7月2日至7月24日舉行。共有21支车队派出的189名选手参加。共有21支車隊派出的189名選手參加。開幕戰是從弗羅芒蒂訥到努瓦爾穆捷的計時賽，全程共19公里。這次比賽是在2004年10月28日宣布的。整個賽程呈順時針，共有21站，全長3607公里，經過阿爾卑斯山脈和庇里牛斯山脈。有34名車手因各種原因而退出比賽。最終第7次奪得環法冠軍。

## 賽程
| 賽段   | 路線                             | 距離      | 類型       | 日期    |
| ------ | -------------------------------- | --------- | ---------- | ------- |
| 第1站  | 弗羅芒蒂訥 - 努瓦爾慕捷          | 19公里    | 單發計時賽 | 7月2日  |
| 第2站  | 沙朗 - 萊塞薩爾                  | 181.5公里 |            | 7月3日  |
| 第3站  | 拉沙泰涅賴 - 圖爾斯              | 212.5公里 |            | 7月4日  |
| 第4站  | 圖爾斯 - 布盧瓦城                | 67.5公里  | 團隊計時賽 | 7月5日  |
| 第5站  | 尚博德城堡 - 蒙達尼              | 183公里   |            | 7月6日  |
| 第6站  | 特魯瓦 - 南錫                    | 199公里   |            | 7月7日  |
| 第7站  | 月亮城 - 卡爾斯魯厄（德國）      | 228.5公里 |            | 7月8日  |
| 第8站  | 普福爾茨海姆（德国）- 格拉德梅爾 | 231.5公里 |            | 7月9日  |
| 第9站  | 格拉德梅爾 - 牟羅兹              | 170公里   | 山路賽     | 7月10日 |
| 休息日 | 休息日                           | 休息日    | 休息日     | 7月11日 |
| 第10站 | 格勒諾布爾 - 高雪維爾            | 192.5公里 | 山路賽     | 7月12日 |
| 第11站 | 高雪維爾 - 布力昂松              | 173公里   | 山路賽     | 7月13日 |
| 第12站 | 布力昂松 - 迪涅-雷-邦斯          | 187公里   | 山路賽     | 7月14日 |
| 第13站 | 米拉馬斯 - 蒙彼利埃              | 173.5公里 |            | 7月15日 |
| 第14站 | 阿格德 - 都滿斯                  | 220.5公里 | 山路賽     | 7月16日 |
| 第15站 | 雷扎-蘇爾-雷澤 - 聖-拉里·索蘭    | 205.5公里 | 山路賽     | 7月17日 |
| 休息日 | 休息日                           | 休息日    | 休息日     | 7月18日 |
| 第16站 | 莫瑞尼斯 - 波城                  | 180.5公里 | 山路賽     | 7月19日 |
| 第17站 | 波城 - 勒維爾                    | 239.5公里 |            | 7月20日 |
| 第18站 | 阿爾比 - 芒德                    | 189公里   |            | 7月21日 |
| 第19站 | 伊蘇瓦爾 - 勒皮-昂沃萊           | 153.5公里 |            | 7月22日 |
| 第20站 | 聖-艾蒂安 - 聖-艾蒂安            | 55公里    | 個人計時賽 | 7月23日 |
| 第21站 | 科貝伊-埃松 - 巴黎香榭麗舍大道   | 144公里   |            | 7月24日 |

## 總成績排名
| 名次 | 車手                | 國籍   | 車隊                    | 成績        |
| DSQ  |                     | 美國   | 美國探索頻道車隊        | 86h 15' 02" |
| 02   | 伊萬·巴索           | 意大利 | 丹麥CSC車隊             | +4' 40"     |
| DSQ  | 揚·烏爾里希         | 德國   | 德國電信車隊            | +6' 21"     |
| 04   | 弗朗西斯科·曼塞博   | 西班牙 | 西班牙巴里亞里群島車隊  | +9' 59"     |
| 05   | 亞歷山大·維諾庫羅夫 | 哈薩克 | 德國電信車隊            | +11' 01"    |
| DSQ  | 列維·萊普海默       | 美國   | 德國傑羅斯特内爾車隊    | +11' 21"    |
| 07   | 米歇爾·拉斯姆森     | 丹麥   | 荷蘭拉勃銀行車隊        | +11' 33"    |
| 08   | 卡德爾·埃文斯       | 澳洲   | 比利時達維塔蒙-樂透車隊 | +11' 55"    |
| 09   | 弗洛伊德·蘭迪斯     | 美國   | 瑞士峰力聽力系統車隊    | +12' 44"    |
| 10   | 奥斯卡·佩雷羅·西奥  | 西班牙 | 瑞士峰力聽力系統車隊    | +16' 04"    |

## 各項排名

### 衝刺積分排名（綠衣）
| 名次 | 車手     | 國籍 | 車隊                 | 積分 |
| 01   | 胡舒福德 | 挪威 | 法國農業信貸銀行車隊 | 194  |
| 02   | 奥格蘭迪 | 澳洲 | 法國科菲迪斯車隊     | 182  |
| 03   | 麥克伊文 | 澳洲 | 比利時樂透車隊       | 178  |

### 爬坡積分排名（紅色圓點衣）
| 名次 | 車手     | 國籍   | 車隊                 | 積分 |
| 01   | 拉斯姆森 | 丹麥   | 荷蘭拉勃銀行車隊     | 185  |
| 02   | 佩雷羅   | 西班牙 | 瑞士峰力聽力系統車隊 | 155  |
| DSQ  |          | 美國   | 美國探索頻道車隊     | 99   |

### 新人積分排名（白衣）
| 名次 | 車手       | 國籍   | 車隊                 | 成績        |
| 01   | 波波維奇   | 烏克蘭 | 美國探索頻道車隊     | 86h 34' 04" |
| 02   | 卡斯海克金 | 哈薩克 | 法國農業信貸銀行車隊 | +9' 02"     |
| 03   | 康塔德爾   | 西班牙 | Liberty Seguros車隊  | +44' 23"    |

### 車隊排名
| 名次 | 國別 | 車隊         | 成績         |
| 01   | 德國 | 德國電信車隊 | 256h 10' 29" |
| 02   | 美國 | 探索頻道車隊 | +14' 57"     |
| 03   | 丹麥 | CSC車隊      | +25' 15"     |

## 選手身體情况
2005年環法單車賽的參賽選手中，身高最高的是身高1.98米的約翰范薩姆恩，最矮的是身高1.58米的塞繆爾杜姆林。體重最重的是體重95公斤的馬格納斯白克斯蒂特，最輕的是體重57公斤的是列奧那多派波利。心跳頻率最低的是每分鐘心跳35次的克里斯多佛亨那和勞倫萊弗文爾。車手們的平均數據是身高1.79米，體重71公斤，每分鐘心跳50次。

## 禁藥事件
在本屆比賽期間，大會藥檢一共抽取了143個尿液樣本及21個血液樣本，化驗結果雖無一呈陽性，但外界仍關注有車手服用禁藥，其中Amore & Vita-Selle車隊經理人（該隊未於本屆賽事出賽）對車手速度的顯著提升表示懷疑。
Gerolsteiner車隊經理人Hans Michael Holczer，於2010年指出UCI曾告知他Leipheimer的血液藥檢結果僅僅通過，並懷疑Leipheimer曾服用禁藥。UCI曾建議Gerolsteiner找理由把Leipheimer剔出賽事，但因Gerolsteiner的車隊並未從其對上一次禁藥事件中恢復名聲，而婉拒了UCI的建議。
本屆賽事總排名首五位車手不出戰下一屆環法賽事，藍斯·阿姆斯壯亦於本屆賽事後退役，在2006年環法賽事開始前數天，因Basso、Ullrich及Mancebo等車手在西班牙警方一反禁藥行動中受查，大會及車隊決定拒絕所有在行動中受查的車手參賽。在2005年環法總排名第五的車手Vinokourov雖未被查，但因他所屬的車隊人數祇剩下五人，未達大會要求的最少六人，而未能於2006年出賽。
2012年2月，國際體育仲裁院裁定Ullrich服用禁藥，並宣判取消他於2005年5月起的比賽成績，其中包括2005年環法比賽成績。
至2012年8月24日，藍斯·阿姆斯壯宣佈放棄就禁藥指控的持續上訴，美國反禁藥組織（USADA）稱藍斯·阿姆斯壯會被終身禁賽，並禠奪藍斯·阿姆斯壯在環法中贏得的七連冠，翌日USADA發表聲明，證實藍斯·阿姆斯壯終身禁賽，並取消他於1998年8月1日起的比賽成績及禠奪其獎項。UCI在取消藍斯·阿姆斯壯等車手成績後，其名次被懸空，並未把受影響賽事中其他車手的名次順位遞補（之後在2006 2009 2010 使用順位遞補）。
2012年10月22日UCI宣布摘除藍斯·阿姆斯壯七屆環法頭銜，並且終身禁賽，該七座環法頭銜從缺，2009年獲得的第3名則由獲得2012年環法冠軍的英國車手布拉德利·威金斯遞補。

## 外部連結
- 2005年環法單車賽官方網站
- 更多相關連結
- 網易環法專題（页面存档备份，存于）